# Legend of Illusion Starring Mickey Mouse
Legend of Illusion Starring Mickey Mouse, conosciuto in Giappone come Mickey Mouse: Densetsu no ōkoku (ミッキーマウスの伝説の王国?, Mikkī Mausu: Densetsu no ōkoku, lett. "Topolino: Il regno leggendario") è un videogioco a piattaforme pubblicato per Game Gear nel 1994, con una conversione per Master System pubblicata in Brasile nel tardo 1998.

## Trama
Un'ombra oscura ha avvolto il regno, e il consigliere ha detto a Re Gambadilegno che solo un re potrà trovare la leggendaria acqua della vita e guarire così il reame. Il codardo Gambadilegno fa allora di Topolino, un semplice sguattero, re onorario. Sebbene riluttante, Topolino accetta la missione di salvare il regno.

## Modalità di gioco
A differenza degli altri giochi per Master System e Game Gear della serie Illusion, Topolino si libera dei nemici lanciando loro delle saponette (e in seguito pietre) anziché saltar loro sulla testa. Ci sono spesso dei rompicapo che devono essere risolti per poter proseguire nel livello. Un livello è uno sparatutto a scorrimento. Se tutte le gemme nell'ultimo livello vengono raccolte, il giocatore potrà assistere ad un finale alternativo dopo la sconfitta di Re Gambadilegno.